# Faramea bahiensis
Faramea bahiensis är en måreväxtart som beskrevs av Johannes Müller Argoviensis. Faramea bahiensis ingår i släktet Faramea och familjen måreväxter. Inga underarter finns listade i Catalogue of Life.